# Chaam
Chaam (brabancki Koam) – wieś położona w Holandii, prowincji Brabancja Północna, gminie Alphen-Chaam, 13 kilometrów na południowy wschód od Bredy.

## Historia
Chaam było samodzielną gminą do 1997 roku, kiedy to została wcielona do gminy z siedzibą w Alphen.

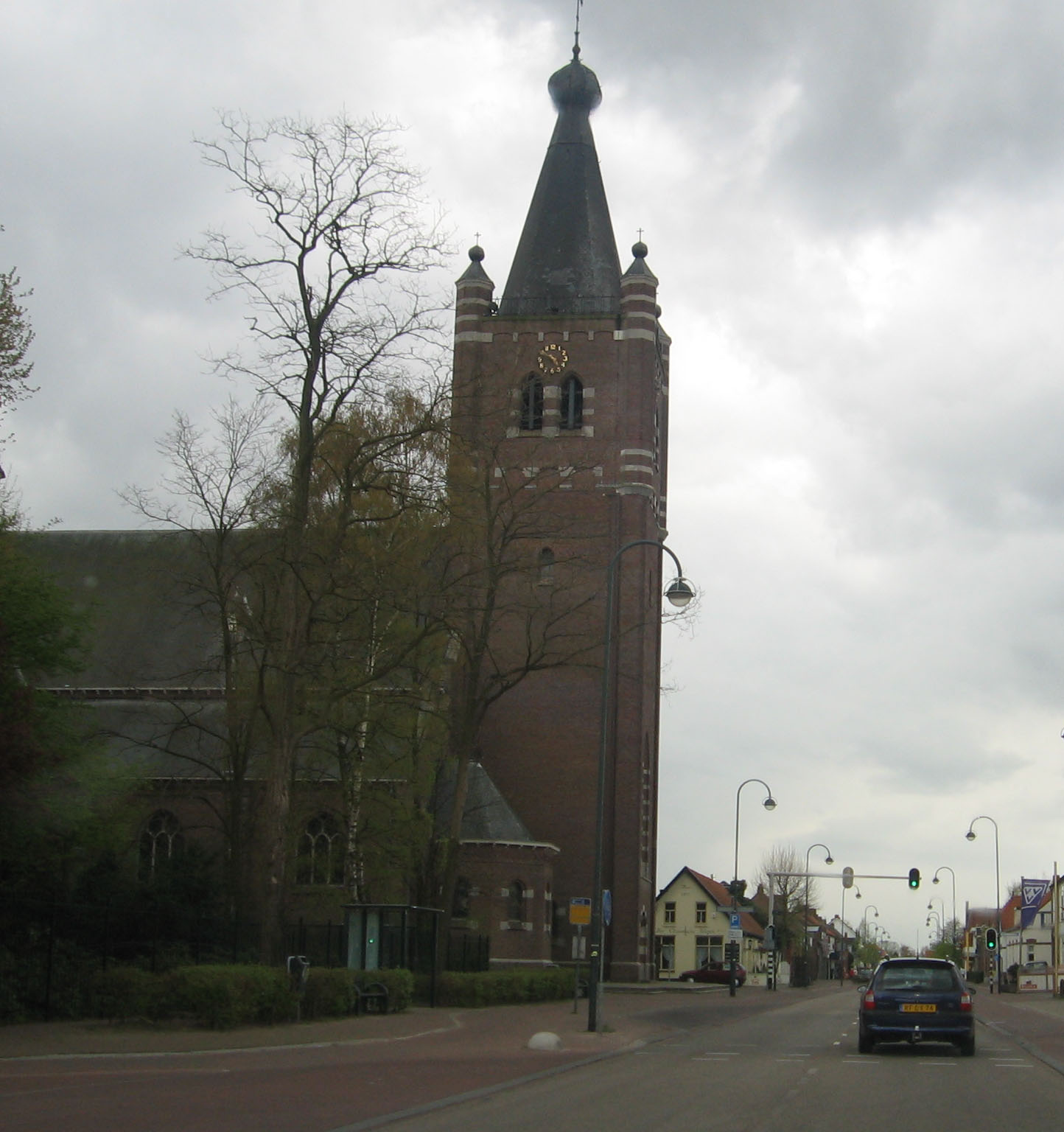
Kościół